# Porticus Margaritaria
De Porticus Margaritaria was een overdekte zuilengang in het oude Rome waar in luxe goederen voor de vrouw werd gehandeld, met name juwelen. De naam is afgeleid van margarita, Latijn voor 'parel'.
De porticus is bekend doordat deze wordt vermeld in twee 4e-eeuwse stadsgidsen, die hem in regio VIII plaatsen, het Forum Romanum. De exacte locatie is niet geheel duidelijk. In de laatste eeuwen van de Romeinse Republiek werd er op een plaats centraal op het forum aan de Via Sacra gehandeld in dit soort luxe goederen, maar in de keizertijd verdween deze handel naar andere plaatsen in de stad.
In beide stadsgidsen wordt de Porticus Margaritaria direct voor de Elefantum Herbarium vermeld. Dit was een monumentale stenen olifant, waarvan bekend is dat deze aan de Vicus Iugarius in de buurt van het Forum Holitorium heeft gestaan. Men vermoedt daarom dat de Porticus Margaritaria hier ten noorden van heeft gestaan, richting het forum.

## Referentie
- L. Richardson, jr, A New Topographical Dictionary of Ancient Rome, Baltimore - London 1992. p. 314-315 ISBN 0801843006